# Frank Fay
Pour les articles homonymes, voir Fay.
Frank Fay est un acteur américain, né le 17 novembre 1897 à San Francisco et mort le 25 septembre 1961 à Santa Monica.

## Filmographie
- 1929 : The Show of Shows de John G. Adolfi : maître de cérémonies
- 1930 : Sous le ciel du Texas (Under a Texas Moon) de Michael Curtiz : don Carlos
- 1930 : The Matrimonial Bed de Michael Curtiz : Leopold Trebel
- 1930 : Bright Lights de Michael Curtiz : Wally Dean
- 1931 : God's Gift to Women de Michael Curtiz : Toto Duryea
- 1931 : Stout Hearts and Willing Hands de Bryan Foy
- 1932 : A Fool's Advice (en) de Ralph Ceder : Spencer Brown
- 1935 : Stars Over Broadway de William Keighley : annonceur au Programme amateur
- 1937 : La Joyeuse Suicidée (Nothing Sacred) de William A. Wellman : maître de cérémonies
- 1940 : I Want a Divorce (en) de Ralph Murphy : Jeff Gilman
- 1940 : Drôle de mariage (They Knew What They Wanted) de Garson Kanin : père McKee
- 1943 : Spotlight Revue de William Beaudine : Frank
- 1951 : Nid d'amour (Love Nest) de Joseph M. Newman : Charles Kenneth 'Charlie' Patterson
- 1955 : Le Choix de... (Screen Directors Playhouse) (série TV) de Leo McCarey : père O'Dowd